# Johannes Rohrweck
Johannes „Johnny“ Rohrweck (* 5. August 1990 in Steyr, Oberösterreich) ist ein österreichischer Freestyle-Skier. Er gehört aktuell der Nationalmannschaft des Österreichischen Skiverbandes an und ist auf die Disziplin Skicross spezialisiert.

## Biografie
Johnny Rohrweck stammt aus Großraming und begann seine Karriere als alpiner Skirennläufer. Im Alter von 15 Jahren bestritt er in der Schlick seine ersten beiden FIS-Slaloms. Bis April 2010 bestritt er zahlreiche FIS- und Citizen-Rennen in allen Disziplinen und nahm mehrmals an den österreichischen Meisterschaften teil. Seine beste Resultate erreichte er im Jänner 2008 mit Platz drei im Citizen-Riesenslalom von Turnau und Rang sechs in der FIS-Abfahrt von Innerkrems.
Nach ausbleibenden Erfolgen wechselte Rohrweck im Winter 2010/11 die Sportart und gab im Jänner in St. Johann in Tirol in der Disziplin Skicross sein Debüt im Freestyle-Skiing-Weltcup. Drei Wochen später startete er in Le Sauze erstmals im Europacup und gewann gleich sein erstes Rennen. Im Dezember 2013 holte er mit Rang 19 in Val Thorens seine ersten Weltcup-Punkte. Einen Monat später musste er sich als Zweiter am Kreischberg nur Alex Fiva geschlagen geben und feierte damit seinen ersten Podestplatz im Weltcup. In den kommenden Jahren gelangen ihm drei weitere Podestplätze. Ab 2015 nahm er viermal an Weltmeisterschaften teil, wobei er sein bestes Ergebnis 2021 mit Rang acht in Idre erreichte. Am 19. Februar 2021 feierte Rohrweck nach zehn Jahren als Skicrosser auf der Reiteralm seinen ersten Weltcupsieg.
Rohrweck ist gut mit seinem oberösterreichischen Landsmann Vincent Kriechmayr befreundet und teilt sich mit ihm einen Konditionstrainer.

## Erfolge

### Olympische Spiele
- Peking 2022: 7. Skicross

### Weltmeisterschaften
- Kreischberg 2015: 17. Skicross
- Sierra Nevada 2017: 19. Skicross
- Solitude 2019: 13. Skicross
- Idre 2021: 8. Skicross

### Weltcup
- 6 Podestplätze, davon 2 Siege:

| Datum            | Ort         | Land       | Disziplin |
| ---------------- | ----------- | ---------- | --------- |
| 19. Februar 2021 | Reiteralm   | Österreich | Skicross  |
| 8. Dezember 2022 | Val Thorens | Frankreich | Skicross  |

### Weltcupwertungen
| Saison  | Gesamt | Gesamt | Skicross | Skicross |
| Saison  | Platz  | Punkte | Platz    | Punkte   |
| ------- | ------ | ------ | -------- | -------- |
| 2013/14 | 67.    | 18     | 16.      | 201      |
| 2014/15 | 56.    | 18     | 18.      | 193      |
| 2015/16 | 62.    | 20,67  | 12.      | 248      |
| 2016/17 | 98.    | 13,79  | 19.      | 193      |
| 2017/18 | 215.   | 3,40   | 40       | 34       |
| 2018/19 | 55.    | 21,82  | 13.      | 240      |
| 2019/20 | 158.   | 6,36   | 37.      | 70       |
| 2020/21 |        |        | 10.      | 280      |
| 2021/22 |        |        | 6.       | 342      |

### Europacup
- Saison 2010/11: 9. Skicross
- 2 Siege:

| Datum            | Ort      | Land       | Disziplin |
| ---------------- | -------- | ---------- | --------- |
| 28. Jänner 2011  | Le Sauze | Frankreich | Skicross  |
| 18. Februar 2014 | Watles   | Italien    | Skicross  |

### Weitere Erfolge
- 3 Siege in FIS-Rennen